# António de Sousa de Macedo
António de Sousa de Macedo (ur. 1606 w Porto, zm. 1682 w Lizbonie) – poeta portugalski, piszący po portugalsku, hiszpańsku i  łacinie.

## Życiorys
António de Sousa de Macedo urodził się w Porto w 1606 roku. Pochodził z rodziny szlacheckiej, związanej z rodem książąt Bragança. Ukończył prawo na Uniwersytecie w Coimbrze. Był dyplomatą, ambasadorem na dworze Karola I Stuarta, króla Anglii, oraz w Holandii. Redagował pierwsze portugalskie czasopismo, Mercúrio Português. Zmarł w Lizbonie w 1682 roku.

## Twórczość
Po hiszpańsku António de Sousa de Macedo napisał książkę Flores de España, Excelências de Portugal (Kwiaty Hiszpanii, wspaniałości Portugalii), która ukazała się w Lizbonie w 1631 roku. Ma ona charakter w dużym stopniu propagandowy. Opisując Hiszpanię, autor sławi Portugalię. Po portugalsku poeta skomponował epos w czternastu księgach, zatytułowany Ulissipo. Utwór ten został opublikowany w 1640 roku. Opowiada on o założeniu Lizbony przez Ulissesa, podobnie zresztą jak powstała w tym samym czasie Ulisseja, czyli założenie Lizbony Gabriela Pereiry de Castro. Oba poematy są oparte częściowo na Luzjadach Luísa de Camõesa. Ulissipo, analogicznie jak pierwowzór, jest napisany oktawą (oitava-rima), czyli strofą ośmiowersową pochodzenia włoskiego, rymowaną abababcc.